# Sechelt (Colombie-Britannique)
Sechelt est une municipalité de Colombie-Britannique située dans la partie inférieure de la Sunshine Coast à environ 50 km au nord-ouest de Vancouver. 
Sechelt est accessible depuis la partie continentale de la Colombie-Britannique par un trajet en ferry de 40 minutes entre Horseshoe Bay et Langdale et à 25 minutes en voiture de Langdale par la route 101.

## Histoire
Les premiers habitants de Sechelt sont ceux de la nation Sechelt ou shishalh. En langue Sechelt, elle porte le nom de Ch'atlich.
Les premiers européens s'y installent vers 1860 et dans les années 1880. Sechelt devient un centre actif d'exploitations forestières et de pêche. Les oblats de Marie-Immaculée y construisent une église catholique romaine (Notre-Dame du Rosaire) qui est terminée en 1890 mais disparait dans un incendie en 1906. Un an plus tard une nouvelle église est établie à l'effigie de Notre-Dame de Lourdes mais brûle à son tour en octobre 1970.

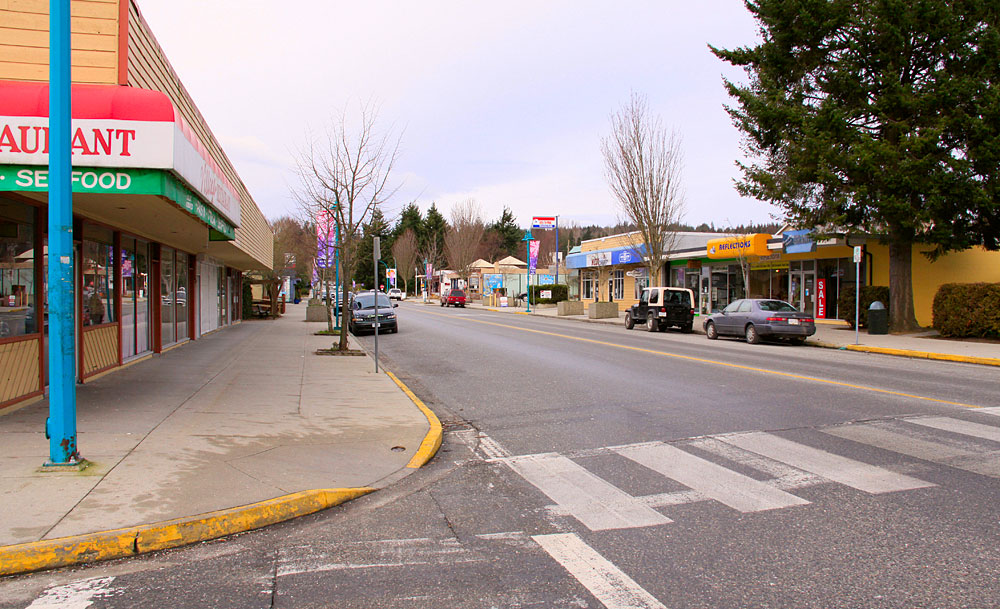
Centre-ville de Sechelt, 2011

Le village original de Sechelt a été constitué en corporation le 15 février 1956. En 1986, il a élargi ses limites en incluant un certain nombre de secteurs non incorporés adjacents. Le district de Sechelt, tel qu'il est connu aujourd'hui, couvre environ 39,71 km² de l'isthme de la péninsule Sechelt, entre la pointe sud de l'inlet Sechelt et le détroit de Géorgie.

## Démographie
| 2001   | 2006  | 2011  | 2016  |
| ------ | ----- | ----- | ----- |
| 10 216 | 9 291 | 8 454 | 7 775 |

## Galerie

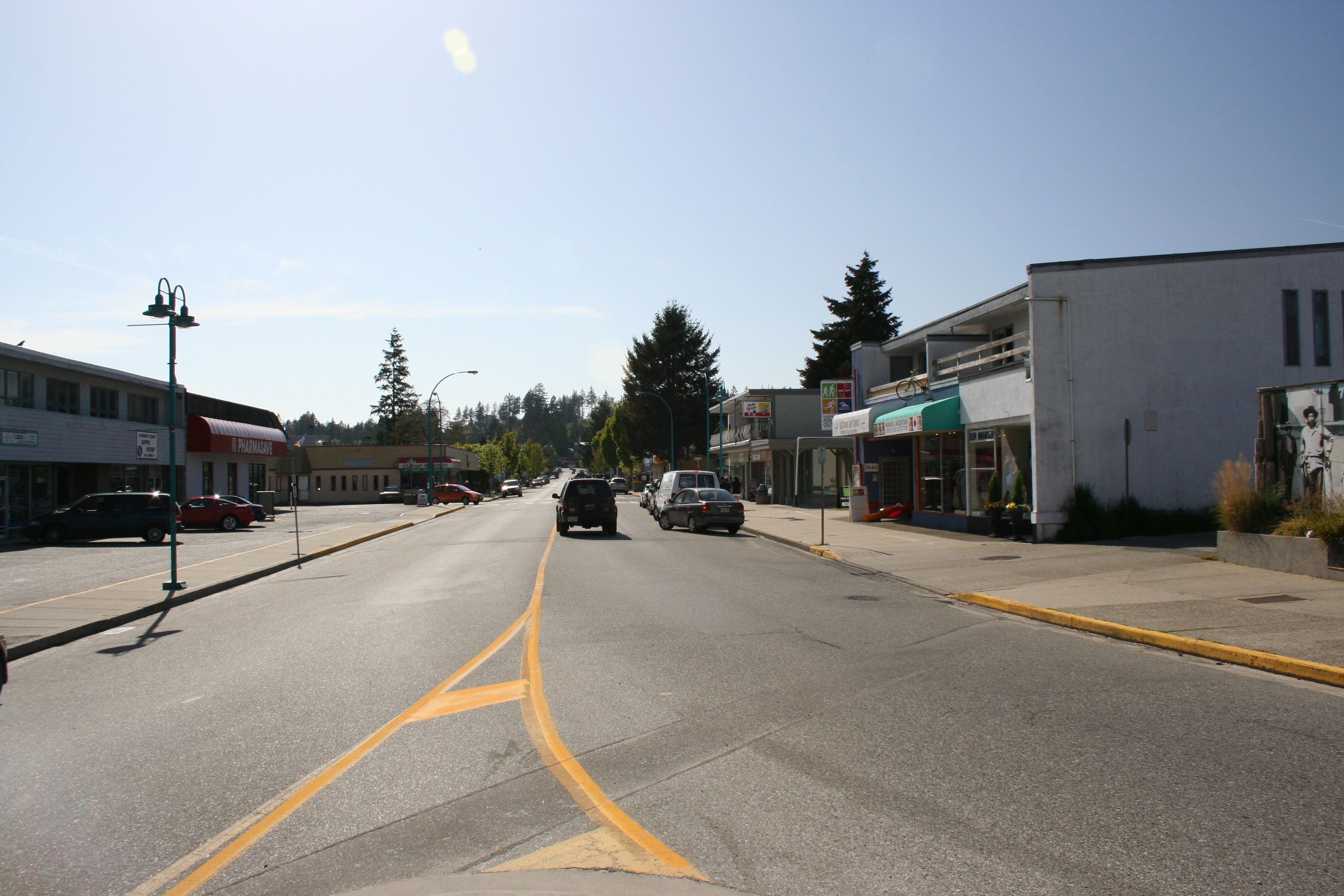
Cowrie Street, rue principale de Sechelt
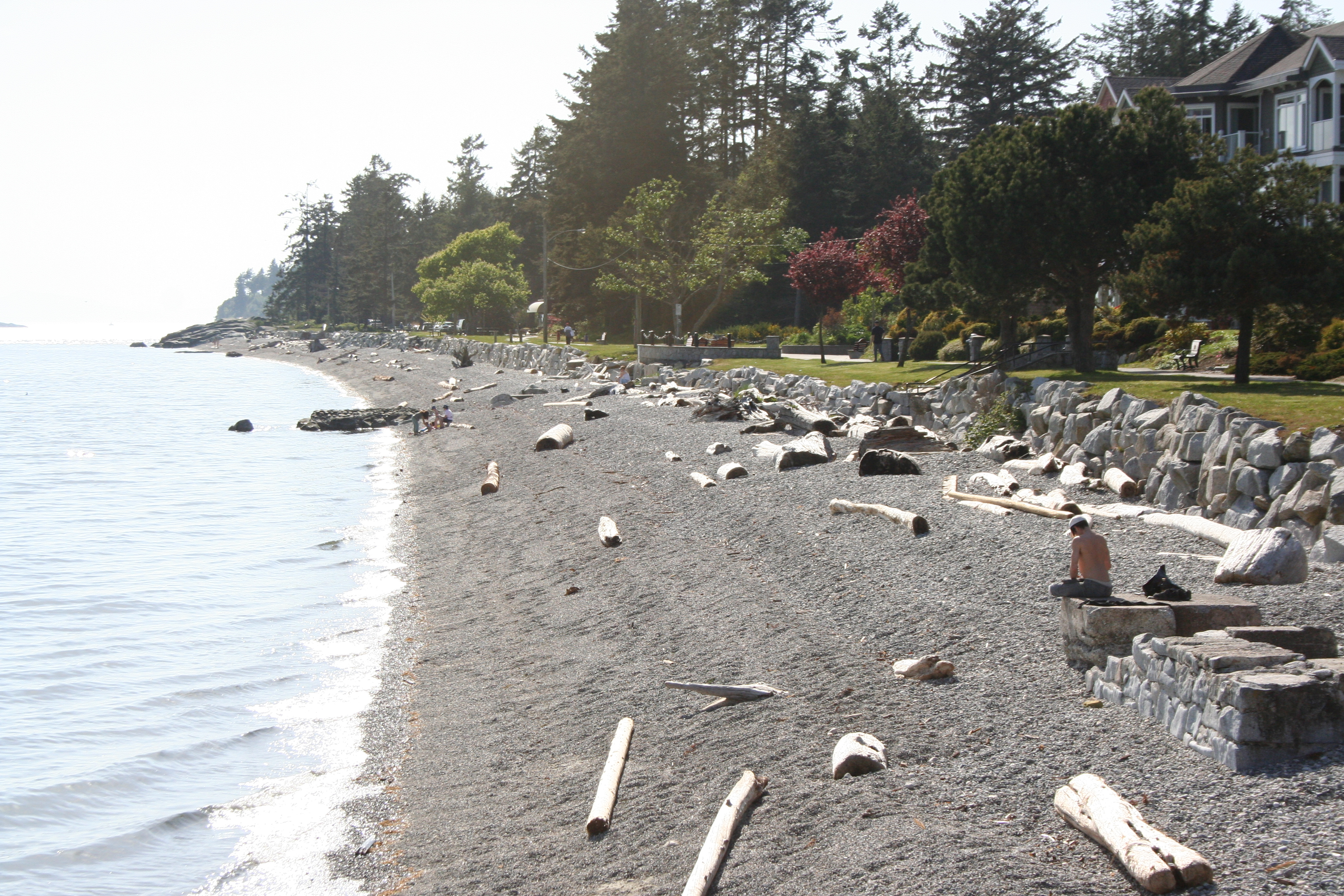
Trail Bay, et la digue qui longe celle-ci, à l'extrémité sud du village
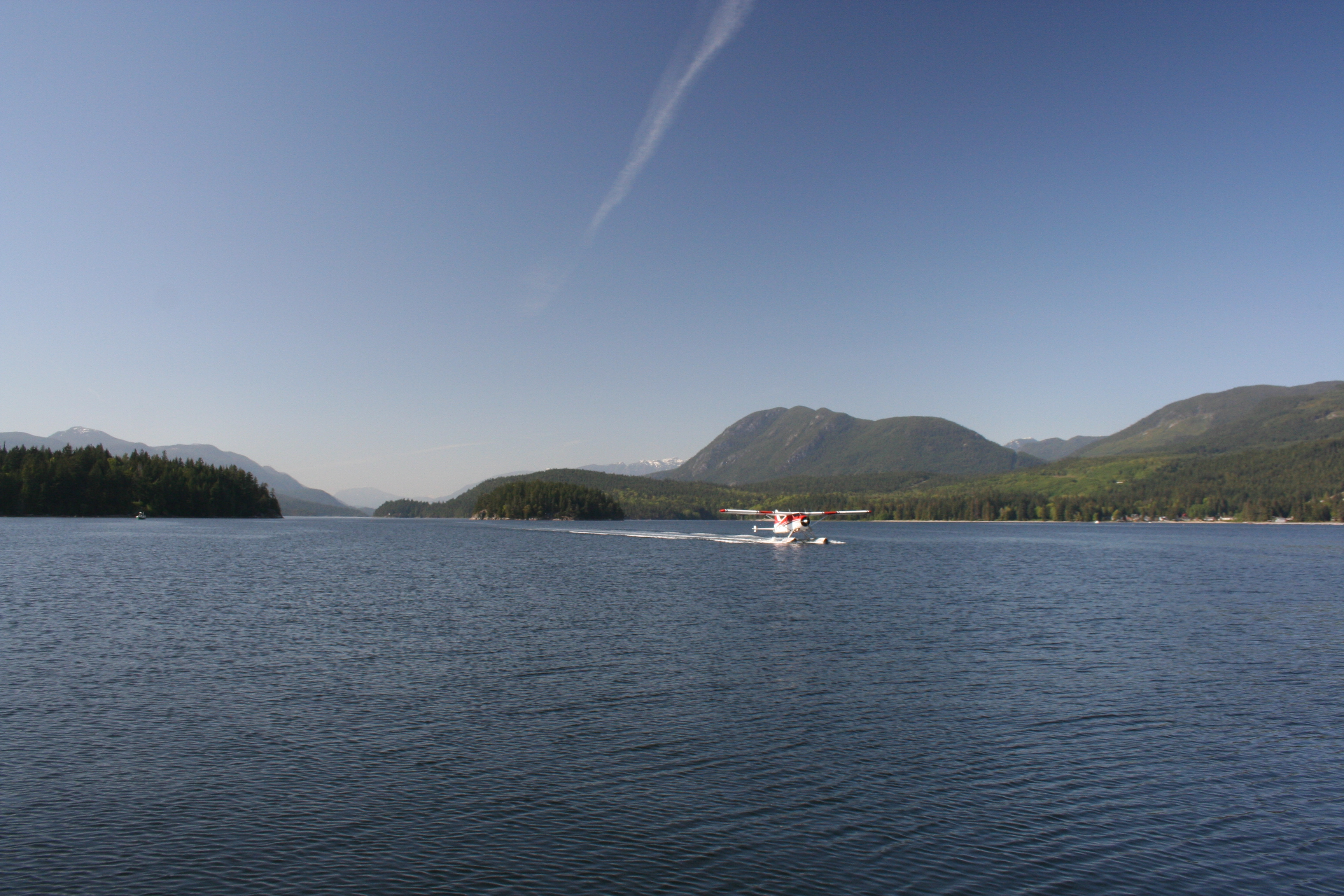
Porpoise Bay, à l'extrémité sud de l'inlet Sechelt, situé à l'extrémité nord du village.